# Tercera División de Venezuela 2010-11
La Temporada 2010/11 del Fútbol profesional Venezolano de la Tercera División de Venezuela comenzó el 3 de octubre de 2010 con la participación de 33 equipos.

## Sistema de competición
Se disputa en dos torneos: Apertura y Clausura. Los equipos están distribuidos en 6 grupos (Oriental, Central I, Central II, Occidental I, Occidental II y Occidental III), de acuerdo a su proximidad geográfica.
El primer torneo se disputa entre octubre y diciembre. El segundo torneo se disputará entre febrero y mayo del 2011, con la misma distribución de grupos. Los ganadores de cada grupo obtienen el derecho de participar en la Segunda División B de Venezuela y a su vez disputarán la ronda final para decidir el campeón de la categoría.

## Torneo Apertura
El Torneo Apertura 2010 es el primer torneo de la Temporada 2010/11 en la Tercera División de Venezuela. Se jugaron 10 jornadas para definir los líderes de los seis grupos. Los mismos recibieron una bonificación de 3 puntos para el torneo clausura.
Leyenda: J (Juegos), G (Ganados), E (Empatados), P (Perdidos), GF (Goles a Favor), GC (Goles en Contra), PTS (Puntos),  DG (Diferencia de Goles).

### Grupo Oriental
- EF Antonio Mejía, de Maturín
- EF Las Américas, de Puerto La Cruz
- Manzanares FC, de Cumaná
- Neptuno FC, de Puerto La Cruz
- Sueño de Pibe FC, de Puerto La Cruz
- Unión Atlético Anzoátegui, de Puerto La Cruz

|   | Equipo           | J  | G | E | P | GF | GC | PTS | DG  |
| - | ---------------- | -- | - | - | - | -- | -- | --- | --- |
| 1 | UA Anzoátegui    | 9  | 8 | 1 | 0 | 24 | 6  | 25  | +18 |
| 2 | Sueño de Pibe FC | 10 | 6 | 2 | 2 | 22 | 13 | 20  | +9  |
| 3 | EF Antonio Mejía | 10 | 6 | 1 | 3 | 18 | 11 | 19  | +7  |
| 4 | Neptuno FC       | 10 | 3 | 2 | 5 | 15 | 17 | 11  | -2  |
| 5 | Manzanares FC    | 10 | 1 | 2 | 7 | 9  | 18 | 5   | -9  |
| 6 | EF Las Américas  | 9  | 0 | 2 | 7 | 2  | 25 | 2   | -23 |

### Grupo Central I
- CS Italo Valencia, de Valencia
- Estudiantes de Guárico FC, de San Juan de los Morros
- Lanceros de Zamora FC, de Villa de Cura
- La Trinidad FC, de Maracay
- Reyes de San Sebastián, de San Sebastián de los Reyes
- UCV Aragua, de Maracay

|   | Equipo                    | J  | G | E | P | GF | GC | PTS | DG |
| - | ------------------------- | -- | - | - | - | -- | -- | --- | -- |
| 1 | CS Italo Valencia         | 10 | 7 | 1 | 2 | 11 | 6  | 22  | +5 |
| 2 | UCV Aragua                | 10 | 6 | 3 | 1 | 17 | 9  | 21  | +8 |
| 3 | Estudiantes de Guárico FC | 10 | 4 | 2 | 4 | 10 | 8  | 14  | +2 |
| 4 | Reyes de San Sebastián    | 10 | 3 | 3 | 4 | 11 | 12 | 12  | -1 |
| 5 | La Trinidad FC            | 10 | 2 | 2 | 6 | 7  | 13 | 8   | -4 |
| 6 | Lanceros de Zamora FC     | 10 | 2 | 1 | 7 | 9  | 17 | 7   | -8 |

### Grupo Central II
- Deportivo Casarapa, de Guatire
- Deportivo Colonia FC, de Ocumare del Tuy
- Leander de Miranda FC, de Caracas
- UNA FC, de Caracas

|   | Equipo                | J | G | E | P | GF | GC | PTS | DG  |
| - | --------------------- | - | - | - | - | -- | -- | --- | --- |
| 1 | Leander de Miranda FC | 9 | 7 | 1 | 1 | 37 | 11 | 22  | +26 |
| 2 | Deportivo Casarapa    | 9 | 5 | 3 | 1 | 17 | 12 | 18  | +5  |
| 3 | Deportivo Colonia FC  | 9 | 2 | 2 | 5 | 12 | 23 | 8   | -11 |
| 4 | U.N.A FC              | 9 | 0 | 2 | 7 | 8  | 28 | 2   | -20 |

### Grupo Occidental I
- Atlético Turén, de Turén
- Boconoíto FC, de San Genaro de Boconoíto, estado Portuguesa
- EF Alfredo Maldonado, de Araure
- Unión Atlético Zamora, de Santa Bárbara de Barinas
- UD Sabaneta, de Sabaneta
- Yaracuyanos FC B, de San Felipe

|   | Equipo                | J  | G | E | P | GF | GC | PTS | DG  |
| - | --------------------- | -- | - | - | - | -- | -- | --- | --- |
| 1 | Yaracuyanos FC B      | 10 | 7 | 1 | 2 | 27 | 10 | 22  | +17 |
| 2 | Unión Atlético Zamora | 10 | 6 | 4 | 0 | 20 | 7  | 22  | +13 |
| 3 | Atlético Turén        | 10 | 5 | 1 | 4 | 20 | 20 | 16  | 0   |
| 4 | Boconoito FC          | 10 | 3 | 1 | 6 | 11 | 15 | 10  | -4  |
| 5 | UD Sabaneta           | 10 | 2 | 2 | 6 | 11 | 18 | 8   | -7  |
| 6 | EF Alfredo Maldonado  | 10 | 2 | 1 | 7 | 11 | 30 | 7   | -19 |

### Grupo Occidental II
- Atlético Córdoba, de Santa Ana del Táchira
- Corsarios del Táchira FC, de La Fría
- Santa Bárbara FC, de Santa Bárbara del Zulia
- Santa Elena FC, de Santa Elena de Arenales, estado Mérida
- ULA FC, de Mérida

|   | Equipo                  | J  | G | E | P | GF | GC | PTS | DG  |
| - | ----------------------- | -- | - | - | - | -- | -- | --- | --- |
| 1 | ULA FC                  | 10 | 6 | 3 | 1 | 19 | 4  | 21  | +15 |
| 2 | Santa Bárbara FC        | 10 | 4 | 5 | 1 | 10 | 9  | 17  | +1  |
| 3 | Atlético Córdoba        | 10 | 4 | 3 | 3 | 10 | 11 | 15  | -1  |
| 4 | Corsarios del Táchira   | 10 | 3 | 3 | 4 | 17 | 11 | 12  | +6  |
| 5 | Santa Elena FC          | 10 | 3 | 3 | 4 | 11 | 14 | 12  | -3  |
| 6 | Trapicheros de Ejido FC | 10 | 0 | 3 | 7 | 3  | 21 | 3   | -18 |

### Grupo Occidental III
- Alianza Zuliana FC, de Maracaibo
- Defensores de Monay FC, de Monay
- Internacional de Maracaibo FC, de Maracaibo
- Policía de Lara FC, de Barquisimeto
- UD Guajira, de Maracaibo

|   | Equipo                        | J | G | E | P | GF | GC | PTS | DG  |
| - | ----------------------------- | - | - | - | - | -- | -- | --- | --- |
| 1 | Policía de Lara FC            | 8 | 5 | 2 | 1 | 31 | 7  | 17  | +24 |
| 2 | UD Guajira                    | 8 | 5 | 0 | 3 | 19 | 12 | 15  | +7  |
| 3 | Alianza Zuliana FC            | 8 | 4 | 1 | 3 | 18 | 12 | 13  | +6  |
| 4 | Defensores de Monay           | 8 | 2 | 2 | 4 | 10 | 22 | 8   | -12 |
| 5 | Internacional de Maracaibo FC | 8 | 1 | 1 | 6 | 7  | 32 | 4   | -25 |

## Torneo Clausura
El Torneo Clausura 2011 es el segundo torneo corto de la Temporada 2010/11 en la Tercera División de Venezuela. Se jugarán 10 jornadas para definir los líderes de los seis grupos. 
Los siguientes equipos no participaron el Clausura 2011; por lo que sus partidos se contaron como triunfos para sus rivales
- Atlético Turén
- EF Las Américas

Debido a que el grupo Central II quedó descompensado, el club Estudiantes de Guárico fue movido a este grupo (antes Central I) para equilibrarlo.

Leyenda: J (Juegos), G (Ganados), E (Empatados), P (Perdidos), GF (Goles a Favor), GC (Goles en Contra), PTS (Puntos),  DG (Diferencia de Goles).

### Grupo Oriental
|   | Equipo           | J | G | E | P | GF | GC | PTS | DG  |
| - | ---------------- | - | - | - | - | -- | -- | --- | --- |
| 1 | UA Anzoátegui    | 8 | 5 | 2 | 1 | 13 | 4  | 20  | +9  |
| 2 | Sueño de Pibe FC | 8 | 5 | 2 | 1 | 14 | 6  | 17  | +8  |
| 3 | Manzanares FC    | 8 | 4 | 3 | 1 | 12 | 2  | 15  | +10 |
| 4 | Neptuno FC       | 8 | 3 | 1 | 4 | 10 | 14 | 10  | -4  |
| 3 | EF Antonio Mejía | 8 | 2 | 2 | 4 | 10 | 9  | 8   | +1  |
| 6 | EF Las Américas  | 8 | 0 | 0 | 8 | 0  | 24 | 0   | -24 |

### Grupo Central I
|   | Equipo                 | J | G | E | P | GF | GC | PTS | DG |
| - | ---------------------- | - | - | - | - | -- | -- | --- | -- |
| 1 | La Trinidad FC         | 6 | 4 | 1 | 1 | 12 | 7  | 13  | +5 |
| 2 | CS Italo Valencia      | 5 | 2 | 2 | 1 | 5  | 4  | 11  | +1 |
| 3 | Reyes de San Sebastián | 4 | 2 | 0 | 2 | 4  | 3  | 6   | +1 |
| 4 | Lanceros de Zamora FC  | 4 | 1 | 1 | 2 | 3  | 6  | 4   | -3 |
| 5 | UCV Aragua             | 5 | 1 | 0 | 4 | 3  | 7  | 3   | -4 |

### Grupo Central II
|   | Equipo                    | J | G | E | P | GF | GC | PTS | DG  |
| - | ------------------------- | - | - | - | - | -- | -- | --- | --- |
| 1 | Leander de Miranda FC     | 5 | 3 | 2 | 0 | 13 | 4  | 14  | +9  |
| 2 | Deportivo Casarapa        | 6 | 3 | 2 | 1 | 10 | 7  | 11  | +3  |
| 3 | Estudiantes de Guárico FC | 4 | 1 | 2 | 1 | 8  | 2  | 5   | +6  |
| 4 | Deportivo Colonia FC      | 5 | 0 | 0 | 5 | 3  | 21 | 0   | -18 |

### Grupo Occidental I
|   | Equipo                | J | G | E | P | GF | GC | PTS | DG  |
| - | --------------------- | - | - | - | - | -- | -- | --- | --- |
| 1 | Yaracuyanos FC B      | 7 | 5 | 1 | 1 | 17 | 4  | 19  | +13 |
| 2 | Unión Atlético Zamora | 8 | 5 | 2 | 1 | 23 | 4  | 17  | +19 |
| 3 | Boconoíto FC          | 7 | 5 | 0 | 2 | 15 | 10 | 15  | +5  |
| 4 | UD Sabaneta           | 7 | 2 | 2 | 3 | 10 | 10 | 8   | 0   |
| 5 | EF Alfredo Maldonado  | 8 | 2 | 1 | 5 | 11 | 27 | 7   | -16 |
| 6 | Atlético Turén        | 7 | 0 | 0 | 7 | 0  | 21 | 0   | -21 |

### Grupo Occidental II
|   | Equipo                  | J  | G | E | P | GF | GC | PTS | DG  |
| - | ----------------------- | -- | - | - | - | -- | -- | --- | --- |
| 1 | ULA FC                  | 10 | 6 | 3 | 1 | 19 | 4  | 24  | +15 |
| 2 | Santa Bárbara FC        | 10 | 4 | 5 | 1 | 10 | 9  | 17  | +1  |
| 3 | Atlético Córdoba        | 10 | 4 | 3 | 3 | 10 | 11 | 15  | -1  |
| 4 | Corsarios del Táchira   | 10 | 3 | 3 | 4 | 17 | 11 | 12  | +6  |
| 5 | Santa Elena FC          | 10 | 3 | 3 | 4 | 11 | 14 | 12  | -3  |
| 6 | Trapicheros de Ejido FC | 10 | 0 | 3 | 7 | 3  | 21 | 3   | -18 |

### Grupo Occidental III
|   | Equipo                        | J | G | E | P | GF | GC | PTS | DG  |
| - | ----------------------------- | - | - | - | - | -- | -- | --- | --- |
| 1 | Policía de Lara FC            | 8 | 5 | 2 | 1 | 31 | 7  | 20  | +24 |
| 2 | UD Guajira                    | 8 | 5 | 0 | 3 | 19 | 12 | 15  | +7  |
| 3 | Alianza Zuliana FC            | 8 | 4 | 1 | 3 | 18 | 12 | 13  | +6  |
| 4 | Defensores de Monay           | 8 | 2 | 2 | 4 | 10 | 22 | 8   | -12 |
| 5 | Internacional de Maracaibo FC | 8 | 1 | 1 | 6 | 7  | 32 | 4   | -25 |

* Los equipos: UA Anzoátegui, CS Italo Valencia, Leander de Miranda FC , Yaracuyanos FC B, ULA FC , y Policía de Lara FC parten con una bonificación de 3 puntos en sus respectivos grupos.